# 이재신
이재신(李宰臣 Jaesin Lee, 1975년 1월 21일 ~ )은 대한민국의 작곡가이다.

## 학력
- 독일 바이마르 프란츠 리스트 국립 음악대학교 보관됨 2017-02-28 - 웨이백 머신 작곡과 졸업
- 독일 바이마르 프란츠 리스트 국립 음악대학교 보관됨 2017-02-28 - 웨이백 머신 음악대학원 작곡과 졸업

## 작품 목록

### 오페라
- (2021) 점례와 영자
- (2018) 1953 (한국문화예술위원회 '창작산실' 올 해의 신작 오페라)
- (2016) 케르베로스 이야기

### 음악극
- (2012) 145년만의 위로
- (2009) 이클립스 (세계국립극장 페스티벌 선정작)

### 가곡
- (2025) 박군의 얼굴
- (2024) 고향
- (2022) 북한 민요에 의한 세 개의 노래

제 1번 정든님 가니
제 2번 며느리의 말대답
제 3번 연정의 아리랑
- (2020) 한강
- (2016) 개를 여라믄이나 기르되
- (2010) 꽃사슴 뛰노는 청와대
- (2009) 바람위의 여의도
- (2008) 명동성당에서

### 합창
- (2020) 한강 아리랑

### 협주곡
- (2007) Violin Concerto
- (2003) Konzert for 2 Groups

### 실내악
- (2017) String Quartet No. 3 현악사중주 제 3번
- (2016) 바이올린과 두 명의 타악기 주자를 위한 한강
- (2015) String Quartet No. 2 'Sewol' 현악사중주 제 2번 "세월호"
- (2014) String Quartet No. 1 현악사중주 제 1번
- (2011) Nuance for flute viola and piano
- (2010) kyrie for Mixed Voice, Flute and piano
- (2004) Trio for Horn,Piano and Percussion
- (2003) "Ja oder Nein" for Harp,V.cello,Per.and Piano
- (2002) "The story of night" fuer Klarinette,Violoncello und Schlagzeug
- (2001) Komposition for 5 Instruments
- (2001) Drei stuecke fuer 2 Schlagzeuger

### 독주
- (2013) "Croquis" No. 3 for Piano
- (2012) "Croquis" No. 2 for Piano
- (2009) "Croquis" No. 1 for Piano
- (2008) "Elegy" for Violin
- (2004) "Road Music"for flute solo
- (2003) Horizont for Accordion
- (2002) Piano Sonata

### 전자음악
- (2003) "Stimmung" for Stereo Tape

### 영화음악
- Image concerto (2017)
- Black Stone 블랙 스톤 (2015)
- Black Dove 검은 갈매기 (2011)
- Land of Scarecrows 허수아비들의 땅 (2008)
- The Last Dining Table 마지막 밥상 (2006)

## 음반

### Black shadow
1. Black shadow
2. Sorrow
3. Subic Waltz
4. Fantasy

### Luna story
1. Autumn Moon
2. Soul Flower Waltz
3. Eclipse
4. Waltz of Moon

### 그 소녀의 이야기
일본군 '위안부'를 위로하기 위한 앨범
1. 그 소녀
2. 검은 바다
3. 그 소녀의 이야기

## 그 외
- 쓰고 푸른 욕망
- Hola Incheon Tango
- Black Shadow
- 연극 마분지 신부 OST

## 저서
- 가곡과 오페라 작곡론 (2020)
- 이재신의 영화음악론 (개정판, 2016)
- 이재신의 영화음악론 (2014)